# Хромов Анатолій Володимирович
Анатолій Володимирович Хромов (нар. 05 листопада 1985 року, м. Білгород-Дністровський) — український історик, архівіст, юрист, поет, державний діяч, меценат. Голова Державної архівної служби України (з 03 грудня 2019 року).

## Життєпис
Анатолій Хромов народився 5 листопада 1985 року  в Бессарабії (Південна Одещина) в місті Білгород-Дністровський в родині Хромових Володимира Володимировича та Любові Олексіївни. В дитинстві був учасником і лауреатом міських конкурсів поезії, друкувався у місцевій пресі. Відвідував секцію спортивної акробатики. Має спортивний розряд кандидата в майстри спорту. У 2002 році закінчив Білгород-Дністровський міський ліцей.
У 2002-2007 роках навчався на історичному факультеті в Одеському національному університеті імені Іллі Мечникова, здобув кваліфікацію магістра.
У 2007=2010 роках — аспірант того ж ВНЗ.
У 2012 році захистив дисертацію на ступінь кандидата історичних наук на тему «Реалізація місцевою владою Південної України політики уряду Російської імперії щодо козацтва у 19 столітті». Науковий керівник: відома дослідниця історії козацтва доктор історичних наук, професор Олена Бачинська. У 2021 році здобув другу вищу освіту та закінчив Київський національний університет імені Т.Г. Шевченка, отримав кваліфікацію магістра права.
Анатолій Хромов відомий своєю громадською активністю: проводить відкриті лекції, виступає на фахових конференціях із питань диджиталізації архівів, розвитку архівної справи, генеалогії в Одесі, Києві, Білгороді-Дністровському, Кам'янці-Подільському, Запоріжжі, Києві.
Автор та ведучий двох сезонів науково-просвітницьких циклів передач на Одеському радіо «Архівні знахідки» (2015), «Вік Одеси — міфи та реальність» (2016).
Виступає за лібералізацію архівного законодавства, необхідність проведення архівної реформи з урахуванням "Принципів П'ять I" — ініціативність, інформатизація, інновації, інтернаціональний (міжнародний) досвід та обмін, інтегрованість. Критикував керівництво Державної архівної служби України за фактичне обмеження прав користувачів. Намагається змінити ставлення суспільства і влади до архівів, викликати інтерес задля забезпечення успішної реорганізації роботи Державної архівної служби України.

## Кар'єра
У 2008-2017 роках працював в Державному архіві Одеської області. Керував процесами реставрації, оцифрування архівних фондів, відіграв важливу роль у репрезентації оцифрованих копій документів у вільному доступі для користувачів. Завдяки зусиллям працівників архіву, в тому числі Анатолія Хромова, Держархів Одеської області став на той час найсучаснішим архівом в Україні. Єдиний архів в Україні який майже повністю відсканував та виклав онлайн метричні книги. Єдиний архів який повністю виклав онлайн описи всіх фондів періоду до 1917 року.
У 2013-2016 роках викладав історичні дисципліни в Одеському національному медичному університеті.
У 2016 році працював директором виробництва в Архівних інформаційних системах.
У 2017 році працював головним спеціалістом у науковому відділі в Українському інституті національної пам'яті. Співавтор наукових, виставкових проєктів Інституту.
У 2018-2019 роках — заступник директора Галузевого державного архіву СБУ.

### Державна Архівна Служба
У листопаді 2019 року призначений головою Державної архівної служби України. У березні 2020 року присвоєно третій ранг державного службовця.
За рік роботи на чолі Державної архівної служби України у 2020 році Анатолію Хромову вдалось:
- суттєво збільшити темпи оцифрування архівних фондів та довідкового апарату;[15]
- поновити співпрацю з українськими та міжнародними партнерами;[16]
- забезпечити новими приміщеннями фонди Центрального державного архіву зарубіжної україніки та Центрального державного науково-технічного архіву України.[17]

Неодноразово зазначав про переповненість українських архівів та пропонував ідеї боротьби з цим.
Ділився планами розбудови Єдиного державного реєстру архівних справ. За результатами дослідження Інституту розвитку свободи інформації (IDFI, Грузія) навіть в умовах пандемії, політику Державної архівної служби України визнано найбільш активною та відкритою для користувачів у розрізі роботи в період пандемії. Власним прикладом популяризує ідею меценатської допомоги в поповненні Національного архівного фонду. Систематично викуповує на аукціонах історичні документи та дарує українським державним архівам. Бере активну участь в інтеграції нових інформаційних ресурсів в архівні фонди.
За три роки роботи Анатолію Хромову вдалося організувати масштабні проєкти оцифрування українських архівів. Швидкість дигіталізації зросла майже в 20 разів. В 2023 році система державних архівів України оцифрувала понад 21 млн аркушів документів, що вивело країну на 2 місце в Світі за темпами сканування архівного надбання [21]

## Наукова робота
Анатолій Хромов автор понад 30 наукових та науково-популярних статей, тез з історії козацтва, Одеської міської поліції та архівної справи, архівного законодавства. Доповідач на  30 всеукраїнських та міжнародних конференціях, круглих столах та учасник програм стажування, у тому числі в Італії, Фінляндії, Грузії.
Коло наукових інтересів: історія козацтва XIX ст., архівна справа, оцифрування та доступ до архівів, історичне краєзнавство, історія поліції Одеського градоначальства, архівне право.
Автор монографії "Південноукраїнське козацтво XIX ст.: урядові задуми, проєкти, втілення". В основному у праці приділяється увага взаємовідносинам представників 2 прошарків суспільства — козаків південноукраїнських земель та представників регіональної влади, охоплено добу ХІХ століття. Головною думкою є прагнення показати ставлення керівництва до козацтва, бажання обох сторін досягти консенсусу, єдиної думки, при цьому не жертвуючи власними інтересами й захищаючи своє бачення подальших відносин і спільної роботи. Книга цікавить багатьох діячів культури та науки, які цікавляться добою козацтва та місцевої влади на Півдні Україні.

## Участь у наукових товариствах
З 2013 р. член Відділу історії козацтва на півдні України НДІ козацтва Інституту історії України НАН України.
З 2018 р. член редколегії видавничої серії "Польща та Україна в 30-40-х роках XX століття. Невідомі документи спеціальних служб" започаткованої Службою безпеки України, Міністерством внутрішніх справ і адміністрації Польщі та Інститутом національної пам’яті – Комісією з розслідування злочинів проти польського народу.
З 2020 р. член редколегії науково-практичного журналу "Архіви України".
Неодноразово отримував подяки та почесні грамоти Державного архіву Одеської області, Служби безпеки України та Кабінету Міністрів України.

## Сім'я
Одружений з Хромовою Оленою Олександрівною, яка працює суддею. Виховують трьох синів — Арсенія, Євгена та Романа.